# Vermilia squamosa
Vermilia squamosa är en ringmaskart som beskrevs av Requien 1848. Vermilia squamosa ingår i släktet Vermilia och familjen Serpulidae. Inga underarter finns listade i Catalogue of Life.